# Von Thurn
von Thurn var en svensk adelsätt utgörande en gren av den urgamla, ursprungliga italienska ätten Della Torre, vilken under historien spritt sig över stora delar av Europa under olika namnformer. Den tyska fursteätten Thurn und Taxis bär dock namnet von Thurn efter en påhittad släktförbindelse.
Ätten fick sin svenska koppling genom den österrikiske greven, översten med mera Henric Mathias von Thurn (1567-1641), vilken, emedan han var protestant, tvingats lämna sina ursprungliga hemtrakter i Böhmen och träda i utländsk tjänst. Efter att ha tjänstgjort hos bland annat republiken Venedig och Kristian IV av Danmark kom han 1627 i svensk tjänst och blev guvernör i Ingermanland. Han naturaliserades som svensk greve 1635 och introducerades samma år på svenska Riddarhuset med grevlig ätt nummer 5.
Ättens svenska historia slutade med Henric Mathias von Thurns sonson, riksrådet Henric von Thurn (död 1656), då denne såsom guvernör i Riga stupade under ett ryskt anfall och därmed slöt ätten på svärdssidan.